# حزب الأمة (الإمارات)
حزب الأمة الإماراتي هو حزب سياسي إسلامي محظور في الإمارات تأسس في 1 أغسطس 2012 مؤسسه وأمينه العام هو حسن أحمد الدقي ، صنفته حكومة الإمارات العربية المتحدة بقائمتها للمنظمات الإرهابية في نوفمبر 2014 .

## ارتباطه بأحزاب الأمة في الخليج
يعتبر فرع إماراتي لأحزاب الأمة في الخليج بقيادة الكويتي حاكم المطيري اللذي أسس مؤتمر الأمة عام 2008 بالإضافة إلى حزب الأمة السوري و ما يتبعه لواء الأمة و هو فصيل عسكري جهادي مشارك في الحرب الأهلية السورية أعضائه سوريين وليبيين .

## محاكمة أعضائه
حوكم بالانتماء له وإنشاء أكاديمية عسكرية والتخطيط للقيام بعمليات إرهابية له في محاكم اتحادية إماراتية متهمين اثنين الأول ناصر بن غيث حضورياً والثاني حسن الدقي غيابياً وتراوحت الأحكام بالسجن ل10 أعوام.